# Rimae Boscovich
Le Rimae Boscovich sono una struttura geologica della superficie della Luna.